# 溫泉 (加利福尼亞洲拉森縣)
溫泉（英語：Hot Springs）是位於美國加利福尼亞州拉森縣的一個非建制地區。該地的面積和人口皆未知。

## 地理
溫泉的座標為41°08′47″N 121°02′19″W / 41.14639°N 121.03861°W，而該地的平均海拔高度為1270米（即4167英尺）。